# J. T. Blatty
Pour l’article homonyme, voir William Peter Blatty.
Jennifer Tuero Blatty (née en 1978) est une photojournaliste américaine, ancienne capitaine de l'U.S. Army et athlète universitaire. Fille de la joueuse de tennis Linda Tuero et de l'écrivain et cinéaste William Peter Blatty, elle a été une star du tennis à l'Académie militaire de West Point. Elle a servi six ans dans l'armée américaine, notamment lors de la campagne d'Afghanistan des États-Unis et de l'invasion de l'Irak en 2003. Après son service militaire, elle devient photojournaliste. Elle écrit et photographie pour des journaux, des magazines et la Federal Emergency Management Agency et a publié des livres de photos sur les communautés du sud des États-Unis. Depuis 2018, elle documente les volontaires militaires ukrainiens dans la guerre du Donbass.

## Biographie

### Jeunesse
Jennifer Tuero Blatty naît en 1978 à La Nouvelle-Orléans aux États-Unis. Elle est la fille de la joueuse de tennis et paléoanthropologue Linda Tuero et de l'auteur et cinéaste William Peter Blatty. Chacun de ses parents s'est marié plusieurs fois et elle a plusieurs demi-frères et sœurs ; son frère biologique Billy Blatty est devenu restaurateur et entrepreneur. En 1996, elle obtient son diplôme de l'école épiscopale St. Martin (en) de Metairie (Louisiane), que sa mère avait également fréquentée.

### West Point et service militaire
J. T. Blatty fréquente l'Académie militaire de West Point de 1996 à 2000. Elle y est une athlète exceptionnelle dans le domaine du tennis féminin. Elle fait partie de l'équipe All-star (en) de la Patriot League en simple pendant chacune de ses quatre années, et en double en 1997. Elle accumule un record de 27 victoires en carrière en tant que numéro 1 du tennis féminin en simple. Elle est capitaine de l'équipe de tennis féminine pendant l'année scolaire 1999-2000 et son équipe, les Black Knights de l'Army, remporte le titre de la Ligue en 1999 et 2000. Elle remporte également le titre de joueuse la plus utile de la Patriot League. Après avoir obtenu son diplôme, elle est inscrite dans les équipes de tennis féminin de Toute la décennie et du 25e anniversaire de la Patriot League,.
J. T. Blatty est également la première femme boxeuse à West Point.
Après l'obtention de son diplôme, elle sert comme chef de section dans le 92e bataillon du génie (en). Elle fait partie des premières troupes déployées lors de l'invasion de l'Afghanistan par les États-Unis en 2002, puis de l'invasion de l'Irak en 2003. En 2005, elle est capitaine et commandant du détachement arrière du 92e bataillon. Elle a servi au total six années dans l'armée américaine.

### Photojournalisme
Photographe amateur avant son service militaire, elle continue à créer des albums de ses déploiements. C'est en Afghanistan qu'elle dit avoir été attirée par la capture du monde qui l'entoure. Elle essaie de transformer son histoire et ses photographies en un livre et écrit 30 000 mots avant de s'arrêter,. J. T. Blatty est stationnée à Fort Stewart (en) pendant sa carrière dans l'armée et reste ensuite à Savannah (Géorgie), en tant qu'entraîneur de tennis mais également pour pratique la photographie et l'écriture en freelance,. Elle attribue à Zig Jackson, photographe documentaire et professeur au Savannah College of Art & Design, qui a assisté à sa première exposition en 2006, le mérite de l'avoir incitée à affiner son art en apprenant la chambre noire et en acceptant un stage en 2009 avec le National Geographic Traveler,.
En 2010, elle publie Who Dat Nation, un livre de photographies documentant l'euphorie après la victoire de l'équipe de football des Saints de La Nouvelle-Orléans au Super Bowl XLIV, dont certaines ont également été publiées dans le Traveler,.
À partir de 2011, elle suit des cours au Center for Documentary Studies (en) (CDS) de l'université Duke, obtenant un certificat en 2013. Après ses cours au CDS, elle devient également photographe réserviste en cas de catastrophe pour la Federal Emergency Management Agency (FEMA).
Elle réalise plusieurs expositions de photographies d'art à la galerie Martine Chaisson à la Nouvelle-Orléans. Parallel  est une exposition de 2012 de fossiles exposés sur des nus ; Happy Dogs est une exposition de 2015 de photographies de flou de mouvement de traces lumineuses colorées laissées par des chiens actifs la nuit ; 10 % de ses bénéfices sont reversés à des missions de sauvetage de chiens.
En septembre 2018 elle publie Fish Town: Down the Road to Louisiana's Fishing Communities.

### Ukraine

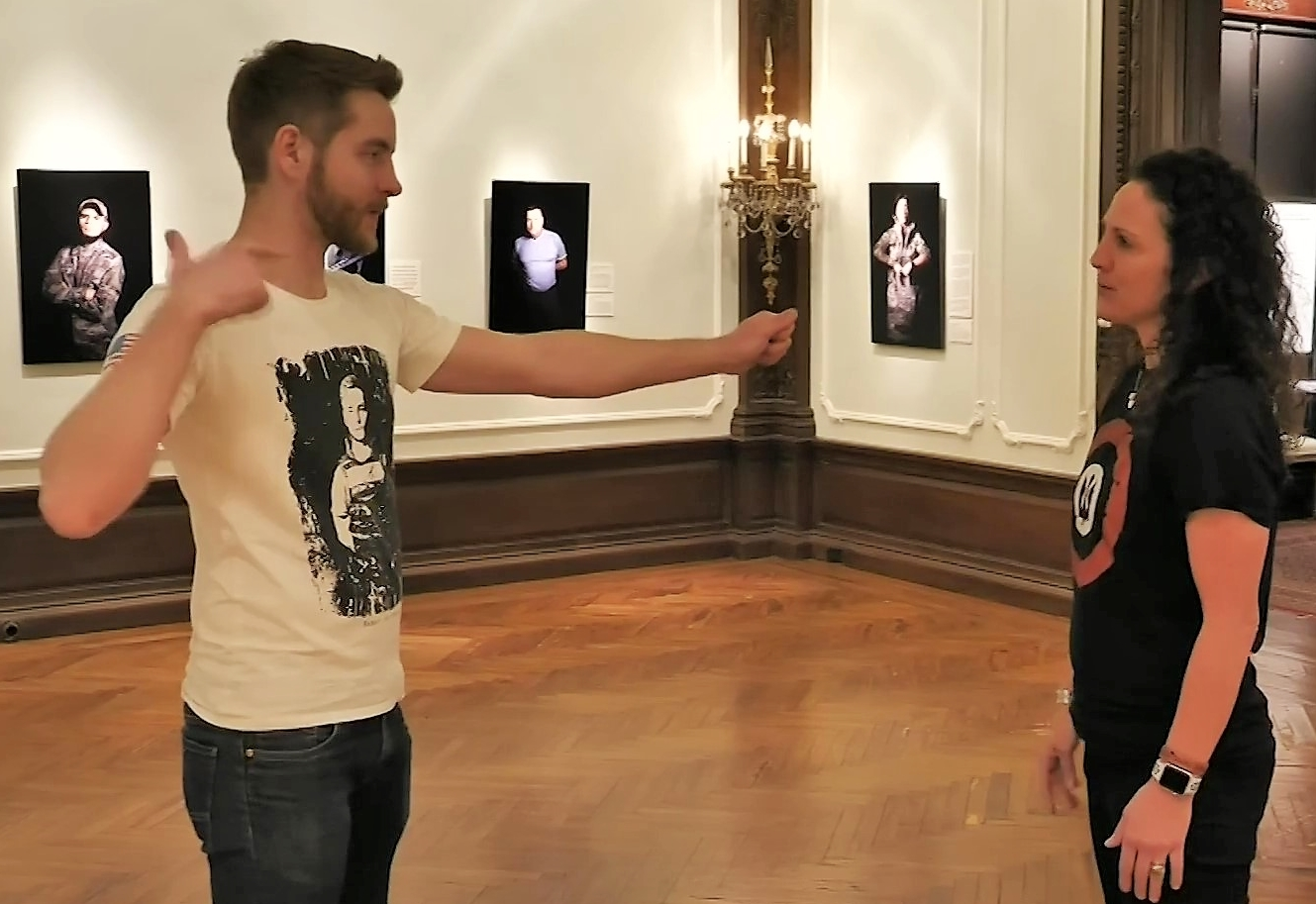
L'ancien combattant ukrainien Dmytro Lavrenchuk (à gauche) avec J. T. Blatty à l'exposition Frontline / Peace Life, en 2020.

Après avoir terminé Fish Town en 2018, Blatty passe un mois en tant que journaliste embarquée parmi les soldats ukrainiens volontaires de la guerre du Donbas,. Ses photos et ses histoires orales enregistrées sont devenues une exposition intitulée Frontline / Peace Life : Ukraine's Revolutionaries of the Forgotten War, qui est présentée au Musée national ukrainien (en) de Chicago en mai 2019 et à l'Institut ukrainien d'Amérique de New York en 2020. Dmytro Lavrenchuk et Alina Viatina, vétérans ukrainiens, sujets des photos, accompagnent J. T. Blatty aux expositions pour raconter leur histoire en personne. L'exposition est finaliste du prix Lange-Taylor (en) 2019 pour la photographie documentaire.
Au cours des années suivantes, J. T. Blatty est retournée régulièrement photographier des anciens combattants ukrainiens, notamment avec Dylan Tete, camarade de classe de West Point et militant des anciens combattants, et avec Robert A. McDonald, ancien secrétaire aux anciens combattants. En mai 2020, des sources d'information russes et séparatistes du Donbas ont écrit que la milice ukrainienne de Louhansk avait violé et planifié le meurtre de J. T. Blatty. Elle a qualifié ces propos d'absurdes et a fait l'éloge des soldats et des volontaires ukrainiens.
En novembre 2020, J. T. Blatty a reçu la bourse de chercheur américain du programme Fulbright 2020-21 en Ukraine, qu'elle a utilisée pour continuer à documenter les soldats volontaires ukrainiens, le dernier projet devant s'intituler Transition Within Conflict and Across Borders. En novembre 2021, elle est apparue dans la troisième saison de l'émission de téléréalité ukrainienne Крутий Заміс, relative aux anciens combattants qui créent des entreprises.

## Galerie

Sélection de photographies de J.T. Blatty
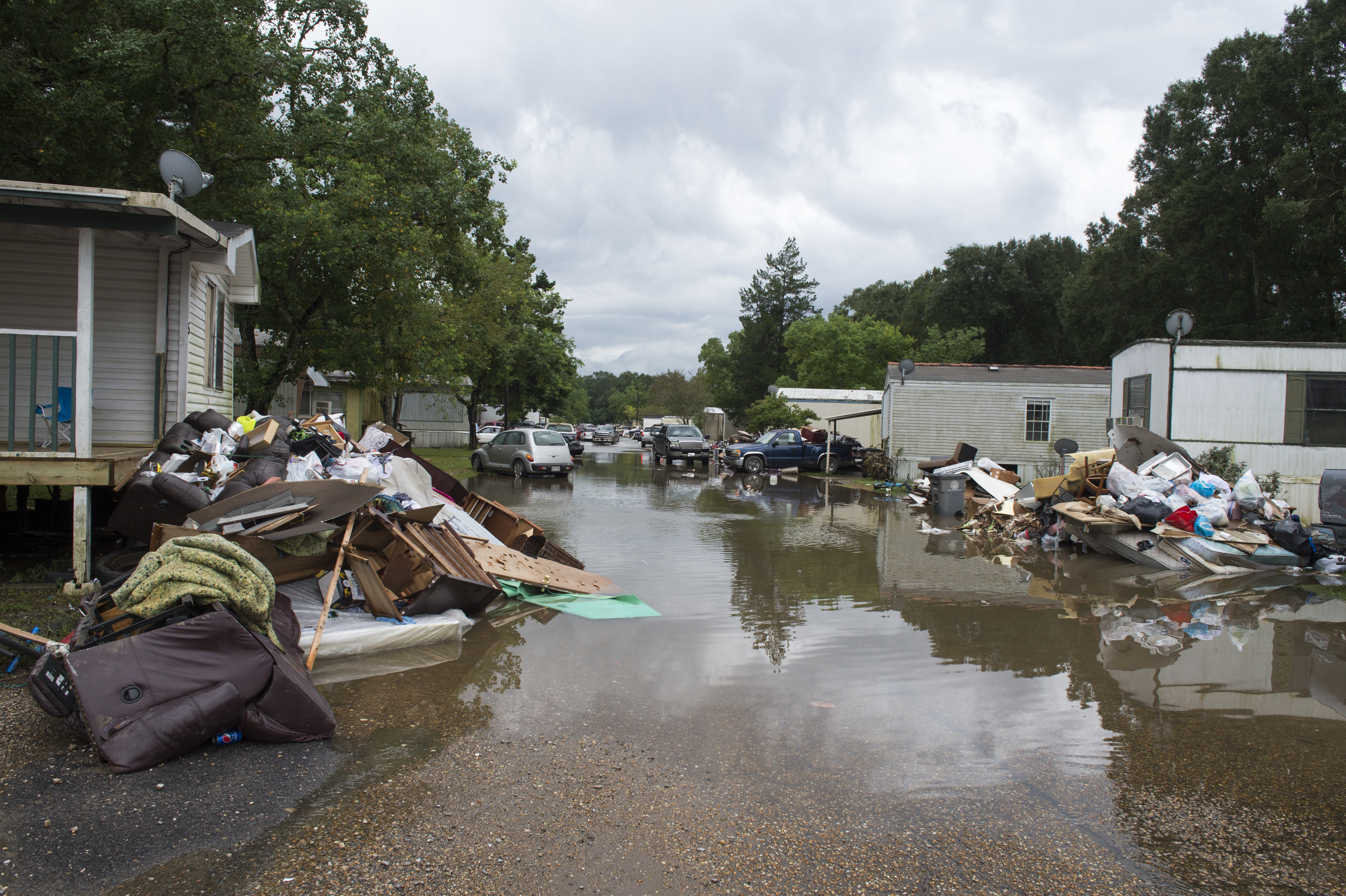
Des piles de débris s'alignent sur le bord des routes dans les zones touchées par les inondations, une semaine après les graves inondations de 2016 à Baton Rouge.
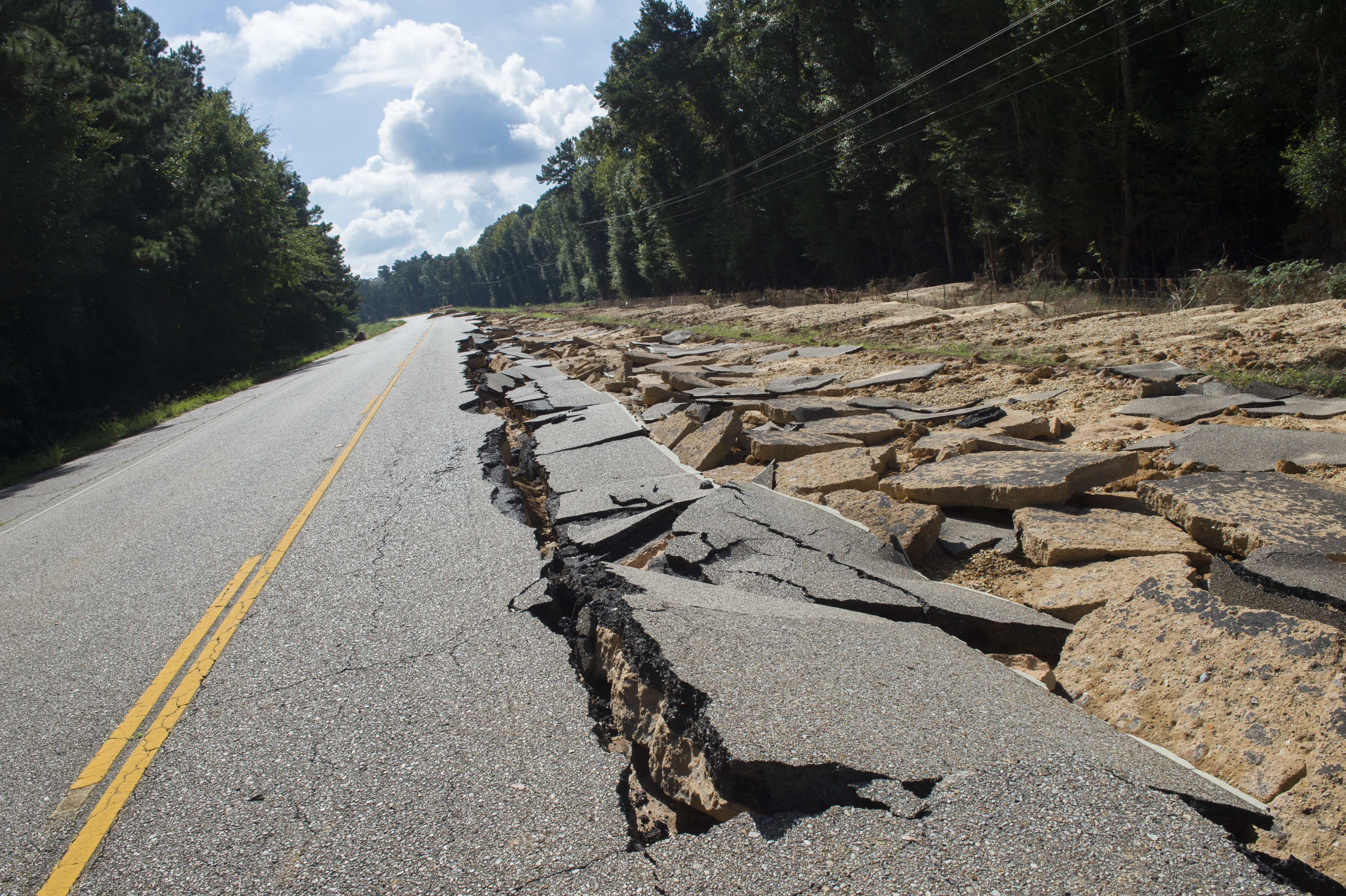
Une section effondrée de la LA 10 (en) près de Clinton (Louisiane), un mois après les inondations de 2016.
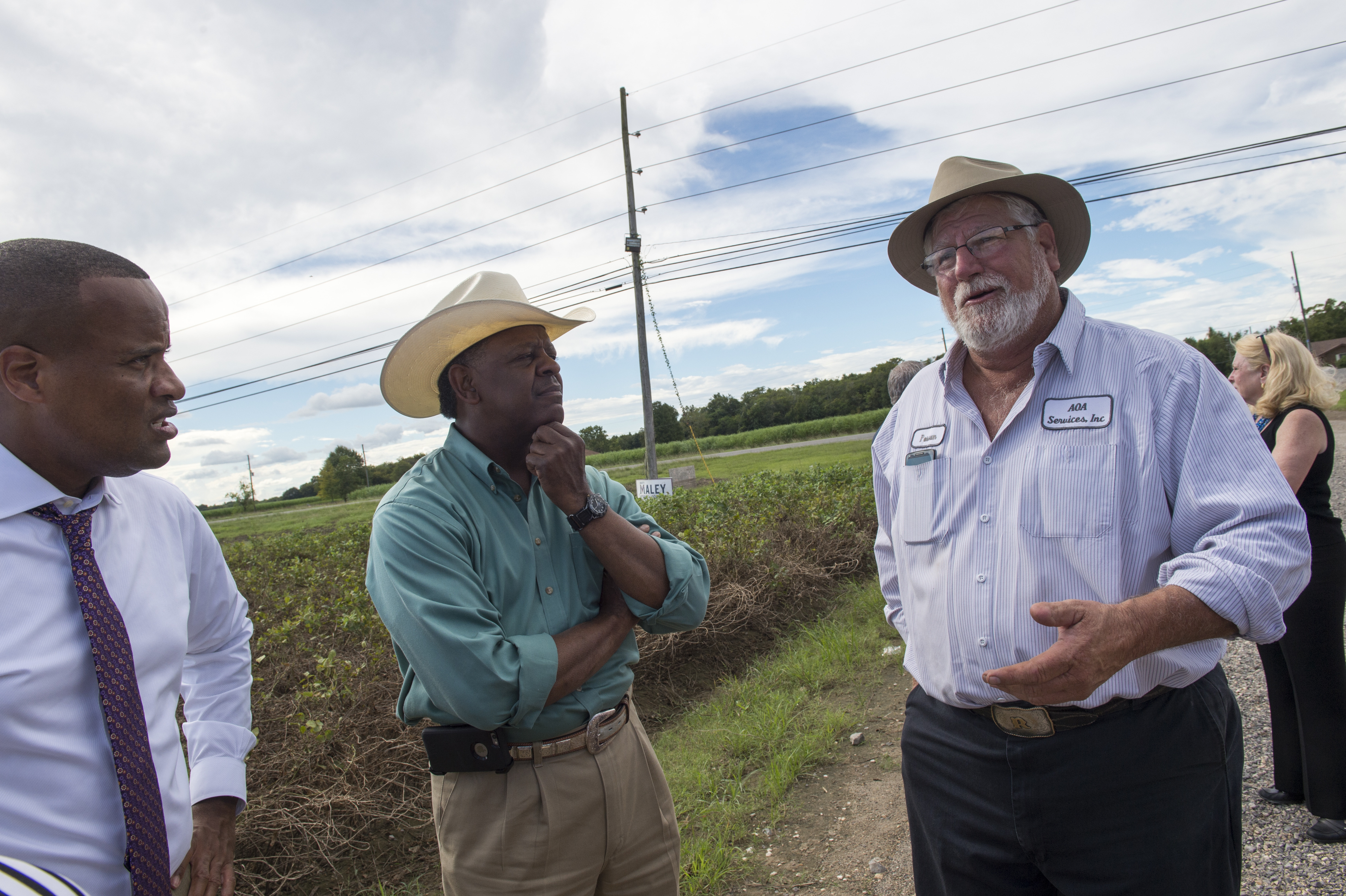
Un agriculteur décrit la perte de ses cultures, le 13 septembre 2016.
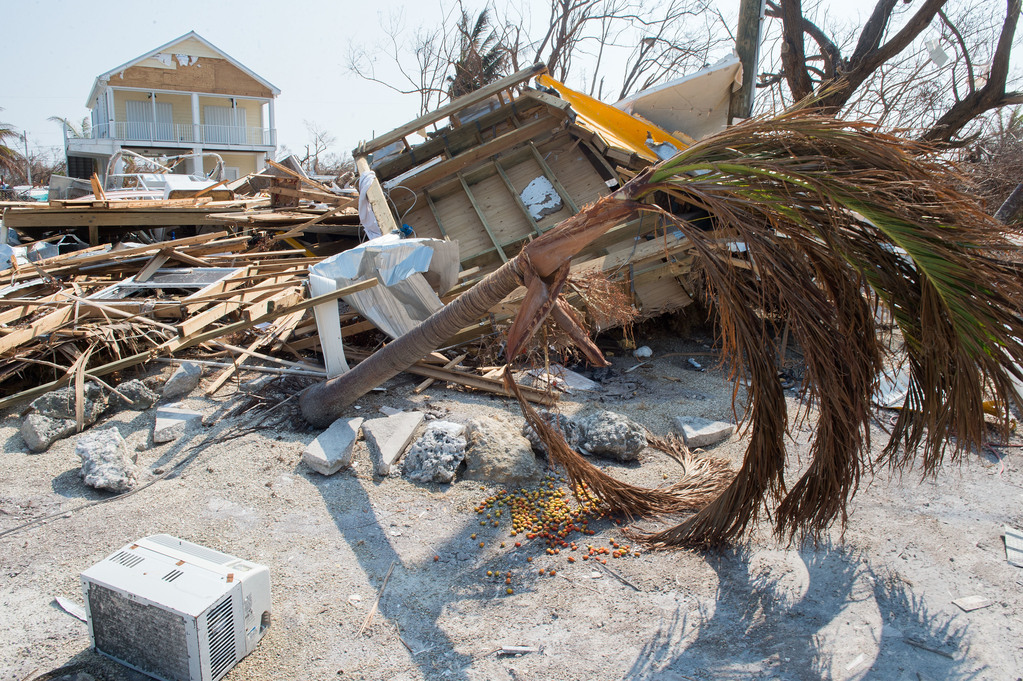
Vestiges d'un quartier détruit par l'ouragan Irma, le 20 septembre 2017.
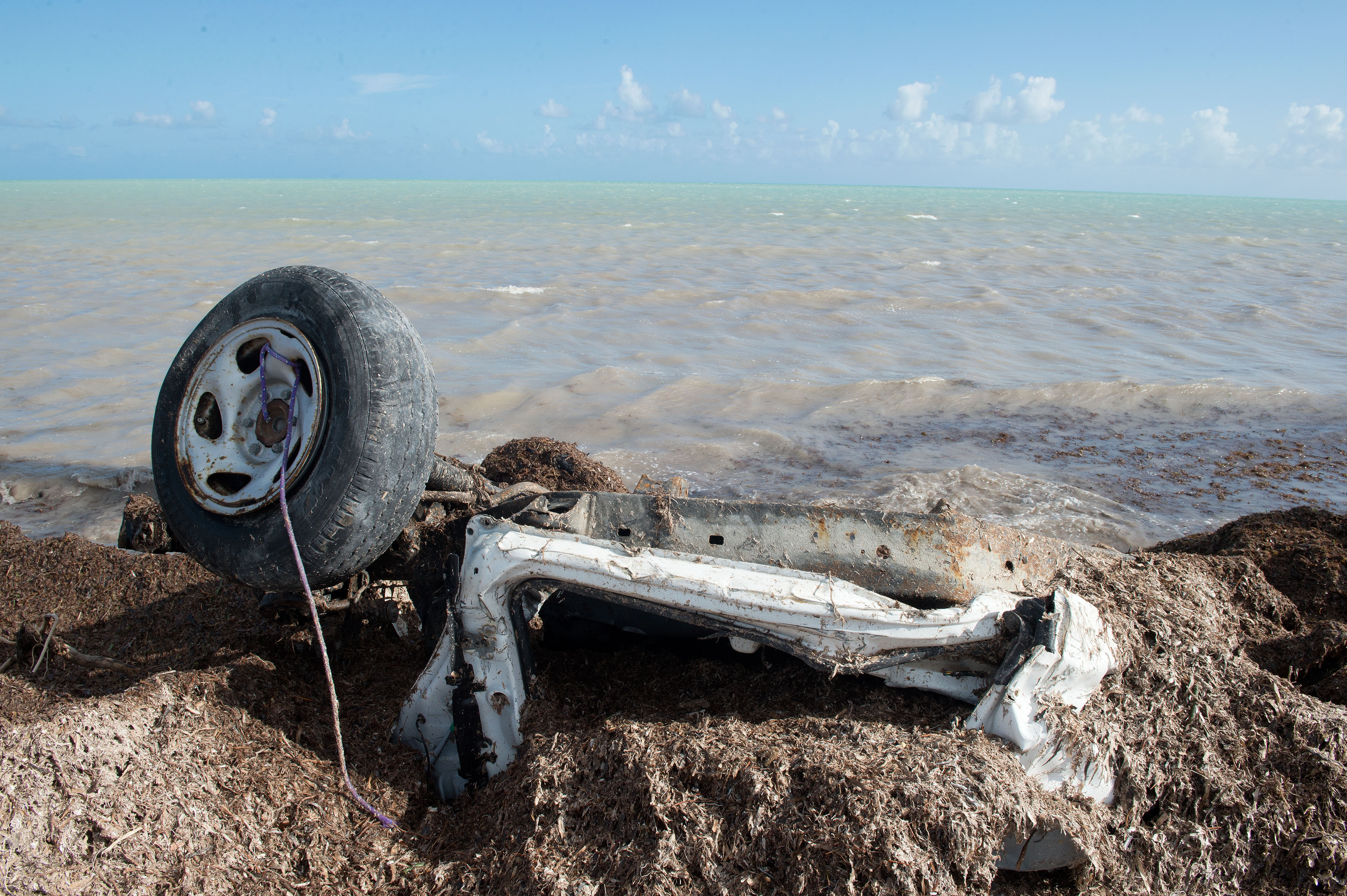
Restes d'une voiture sur le côté de l'Overseas Highway, après Irma, le 10 octobre 2017.